# Pheidologeton solitarius
Pheidologeton solitarius é uma espécie de formiga do gênero Pheidologeton, pertencente à subfamília Myrmicinae.